# Team Sleep
Team Sleep - utworzony w 2000 roku w Sacramento, zespół rockowy. Założycielem i liderem grupy jest Chino Moreno (wokalista i gitarzysta), znany ze swoich występów w Deftones. Oprócz niego, członkami zespołu są Zach Hill, (perkusista zespołu Hella), Todd Wilkinson, Rick Verrett i DJ Crook.
Jedyny utwór z wczesnej twórczości zespołu wydany na płycie to instrumentalny "The Passportal", który został umieszczony na The Matrix Reloaded: The Album z 2003.
Do chwili obecnej zespół wydał jedną płytę długogrającą - "Team Sleep". Jej premiera miała miejsce w 2005 roku, a piosenką promującą ją była "Ever", do której przygotowano także teledysk. Na 2008 zapowiadany był kolejny album studyjny grupy, nie został jednak wydany.
Teksty zespołu są inspirowane m.in. wydarzeniami historycznymi i twórczością Edgara Allana Poego.

## Dyskografia
| Tytuł                      | Dane dot. albumu                                    | Pozycja na liście | Pozycja na liście | Pozycja na liście | Sprzedaż        |
| Tytuł                      | Dane dot. albumu                                    | USA               | UK                | FRA               | Sprzedaż        |
| -------------------------- | --------------------------------------------------- | ----------------- | ----------------- | ----------------- | --------------- |
| Team Sleep                 | - Data: 10 maja 2005 - Wydawca: Maverick Records    | 52                | 91                | 160               | - USA: 18 tys.+ |
| Woodstock Sessions, Vol. 4 | - Data: 10 lipca 2015 - Wydawca: Woodstock Sessions |                   |                   |                   |                 |